# Partido Social Progressista (1987)
O Partido Social Progressista (PSP) foi uma sigla partidária brasileira fundada em 1987 por José Alcides de Oliveira, o "Marronzinho", dono do jornal de circulação restrita A Voz do Povo, o qual foi alvo de ações penais (havia sido condenado por estelionato).
Marronzinho tornou-se folclórico ao se candidatar nas eleições presidenciais de 1989, por aparecer usando uma mordaça, em protesto contra o pouco tempo de sua legenda. Quando o seu programa em bloco (no rádio e na TV) começava, o locutor anunciava no fundo: "Cuidado, ele vai falar...". Obteve então 187.160 votos, representando 0,33% do total
O partido, que usava o número 42, obteve o registro provisório da sigla PSP em novembro do mesmo ano de sua fundação. Por não obter o registro definitivo, foi extinto após as eleições de 1989.
Além das eleições presidenciais de 1989, a sigla disputou as eleições municipais de 1988 em São Paulo, com Walter Zigrossi, que substituíra Marronzinho devido à cassação do registro de candidatura deste último.
Apesar de ter se utilizado do mesmo nome, não guarda qualquer relação com o Partido Social Progressista, fundado por Adhemar de Barros em 1946 e extinto em 1965.

## Desempenho Eleitoral

### Eleições presidenciais
| Ano  | Imagem | Candidato a Presidente | Candidato a Vice-Presidente | Coligação     | Votos           | Posição |
| ---- | ------ | ---------------------- | --------------------------- | ------------- | --------------- | ------- |
| 1989 |        | Marronzinho (PSP)      | Reinaldo Valim (PSP)        | Sem coligação | 238.408 (0,35%) | 13º     |